# SNCF TGV 레조
SNCF TGV 레조(프랑스어: SNCF TGV Réseau) 열차는 1992년부터 1994년(탈리스 PBA 포함 시 1996년)까지 알스톰에서 생산된 고속 열차이다. TGV 아틀랑티크에 기반을 두고 있으며, LGV 노르 개업과 함께 영업 운행을 시작하였다.
첫 르소 편성은 1993년부터 영업 운행을 시작하였다. 복전압 편성은 총 50편성 생산되었고, 일부는 이후 TGV POS에 편입되었다. 삼중전압 편성은 40편성 생산되었으며, 일부는 탈리스 PBA 도색을 하고 탈리스 서비스에 사용된다. 복전압 편성은 프랑스 국내에서 사용되는 교류 25kV와 직류 1.5kV를 지원하며, 삼중전압 편성은 여기에 직류 3kV가 추가된다. TGV 아틀랑티크와 비슷한 사양의 두 동력차(교류 25kV 하에서 8800kW)를 사용하며, 객차는 8량으로 줄었다. 터널 통과 시 압력 차이를 줄이기 위하여 객차 내부는 밀폐되었다.
한국고속철도의 KTX 차량의 경우에는 이 차량을 제조한 알스톰과 계약을 맺어 수입한 차량이나 사양이 약간 바뀌었다.

## 편성

### 복전압
1993년부터 운행을 시작한 복전압 편성은 파리 북쪽 위주로 운행하였다. 일부 편성은 프랑스 남쪽으로도 운행하였다. 2005년부터 크리스티앙 라크루아가 참여하여 내장이 개조되었다. 내장재 개조 후 2006년 6월부터는 파리-룩셈부르크, 8월부터는 파리-스트라스부르 운행을 시작하였다. 2007년 6월 9일부터는 LGV 에스트 운행을 시작하였다. 복전압 편성 중 19편성은 TGV POS에 편입되었고, 이 편성의 동력차 중 16쌍은 TGV 듀플렉스로 이동하였다. 나머지 남은 동력차 3쌍에는 삼중전압 편성의 객차를 연결하였다. 탈리스 PBA, TGV 듀플렉스, 탈리스 PBKA, TGV POS와 중련 운행이 가능하다.

### 삼중전압
삼중전압 편성은 총 3종류가 있다.
- 4501-4506 편성은 파리, 토리노, 밀라노를 잇는 아르테시아에 사용된다.
- 4510-4529, 4531(내장 개조 후 4551) 편성은 벨기에로 가는 노선에 사용된다.
- 4532-4540 편성은 탈리스 도색을 하고 탈리스 PBA로 사용된다.

4530 편성은 TGV 이리스 320의 일부가 되었고, 4507-4509 편성의 객차는 복전압 동력차에 연결되어 551-553편성이 되었다. 동력차는 듀플렉스 객차에 연결되어 벨기에로 가는 613-615편성이 되었다. 현재는 이 편성의 직류 3kV 장치가 제거되었다.

## 내장재 개조
10여년간 운행 이후 TGV 르소 내장재 개조가 시작되었다. 내장 개조는 TGV 에스트 프로젝트의 일부분으로, 그 지역의 국내선을 위한 복전압 편성이 필요했기 때문이다. TGV 르소 객차를 차출한 TGV POS 객차도 같은 디자인으로 개조되었다.
2002년부터 2003년까지 세 종류의 디자인이 공개되었다.
- 현행 TGV 로고를 디자인한 리카로의 디자인
- TGV 듀플렉스와 알스톰 프리마 기관차를 디자인한 MBD 디자인과 크리스티앙 라크루아의 디자인
- 겐조와 안톨린의 디자인

파리에서 열린 전시회가 끝난 후 MBD 디자인과 크리스티앙 라크루아의 합작품이 선정되었다. 2004년부터 릴 근처에서 개조가 시작되었다. 복전압 편성 개조는 2006년에 완성되었고, 2008년부터 2009년까지 삼중전압 편성도 개조되었다. 개조 과정에서 도색을 살짝 바꾸어서 외부에서 바로 구별할 수 있다. 2007년 7월 SNCF에서는 일부 구성품이 300km/h에서 진동하여 내장재 개조를 진행할 수 없다고 했으나, 이후 모든 편성이 개조되었다.

## 특수 편성
복전압 502편성은 사고로 인하여 1998년 8월 1일 편성을 절반으로 나누었다. 한 쪽 절반은 예비용으로 사용하며, 내장재 개조 시 전시용으로 사용하였다. 나머지 절반의 전동기는 2009년 1월 10일 타 버린 듀플렉스 동력차의 전동기를 대체하기 위하여 빼냈다.
531편성은 2001년 5월 26일, LGV 메디테라네가 개업하기 전 칼레와 마르세유(1067.2km)를 중간 정차 없이 3시간 29분에 주파하여, 표정 속도 306.37km/h를 기록하였다.
4530편성은 고속선 시험용 이리스 320으로 개조되었다.

## 사진

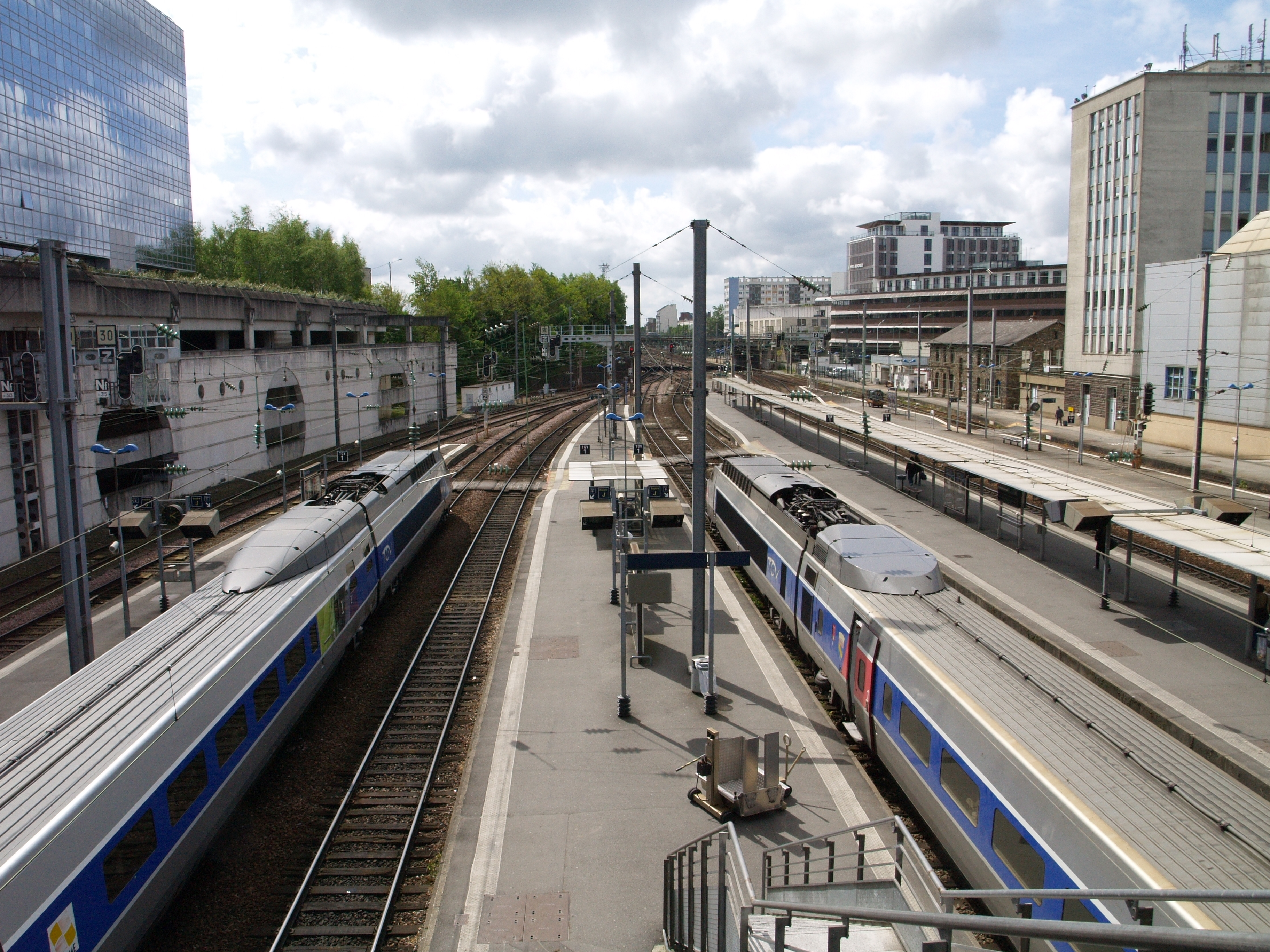
렌 역에 있는 TGV 레조와 쉬드-에스트
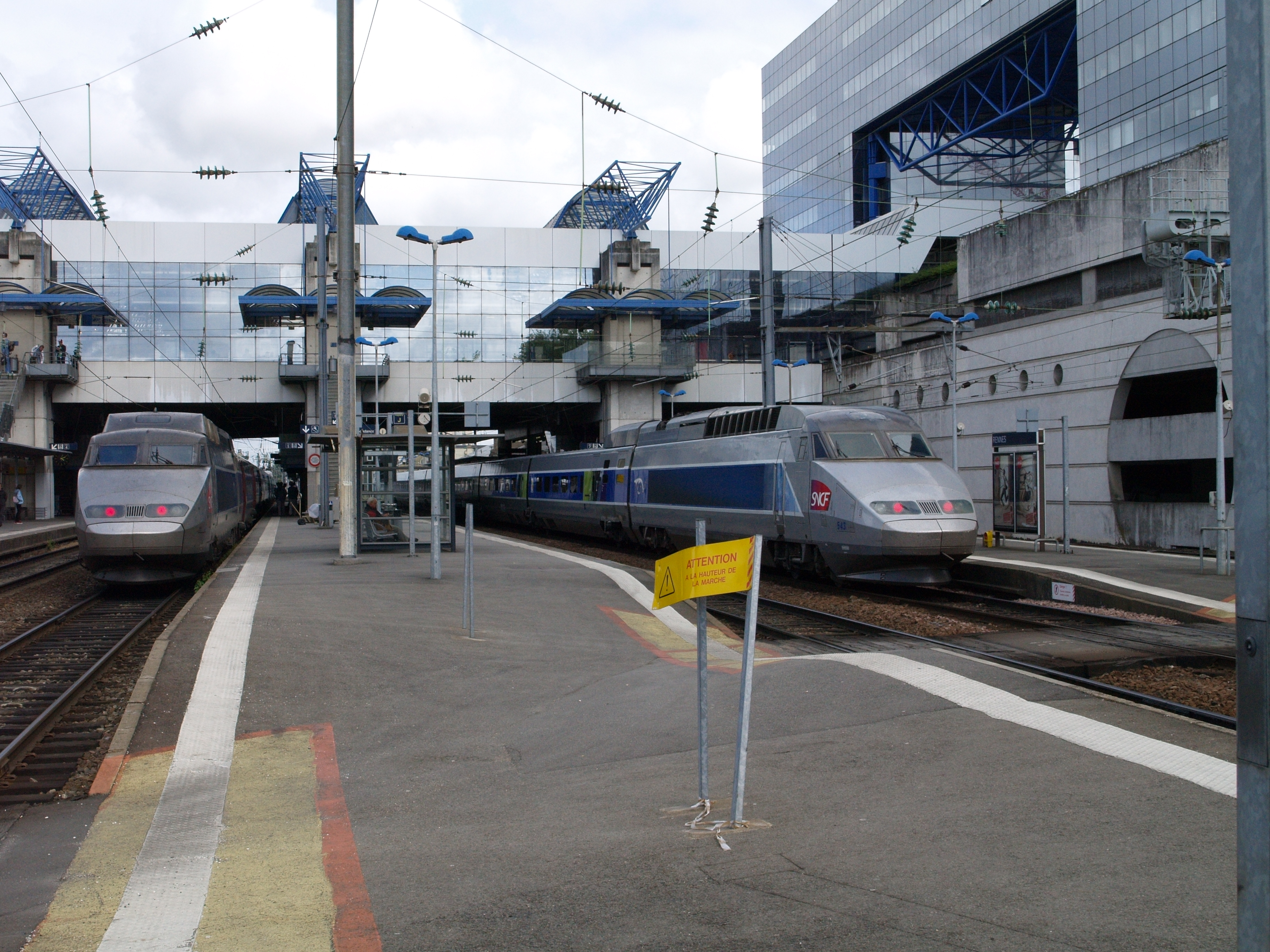
렌 역에 있는 TGV 레조와 쉬드-에스트
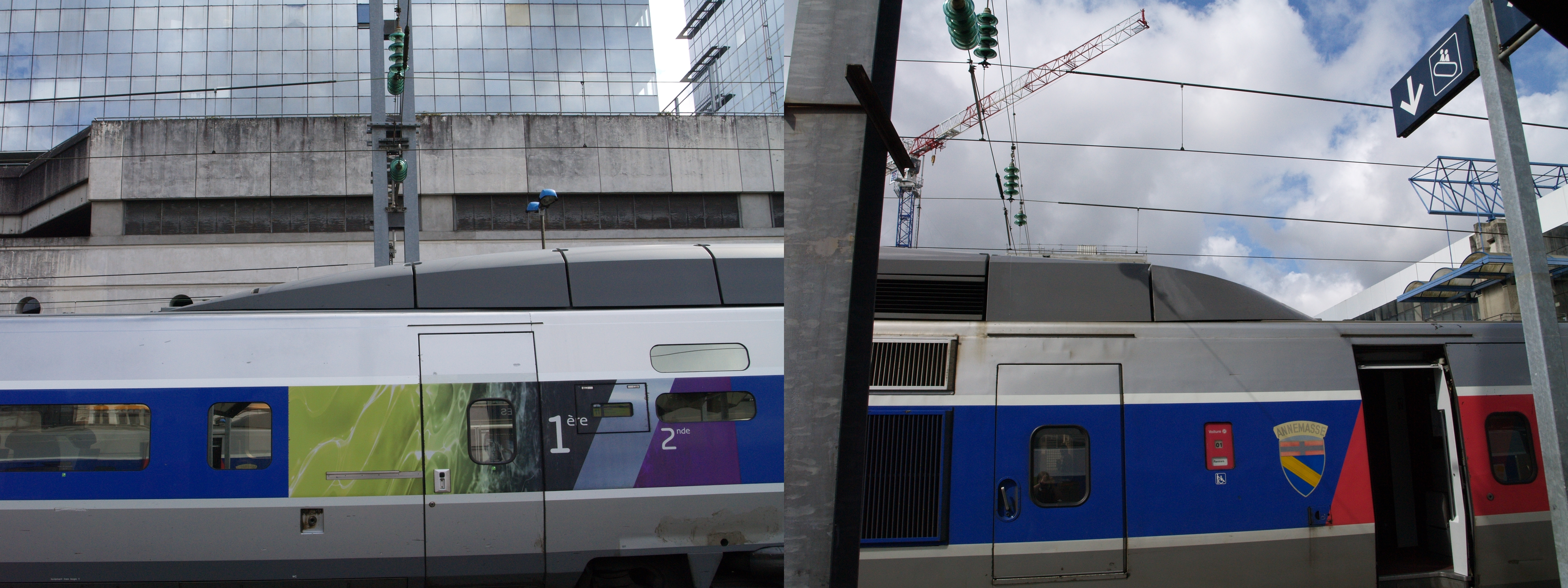
TGV 레조와 쉬드-에스트. 출입문 근처 도색.
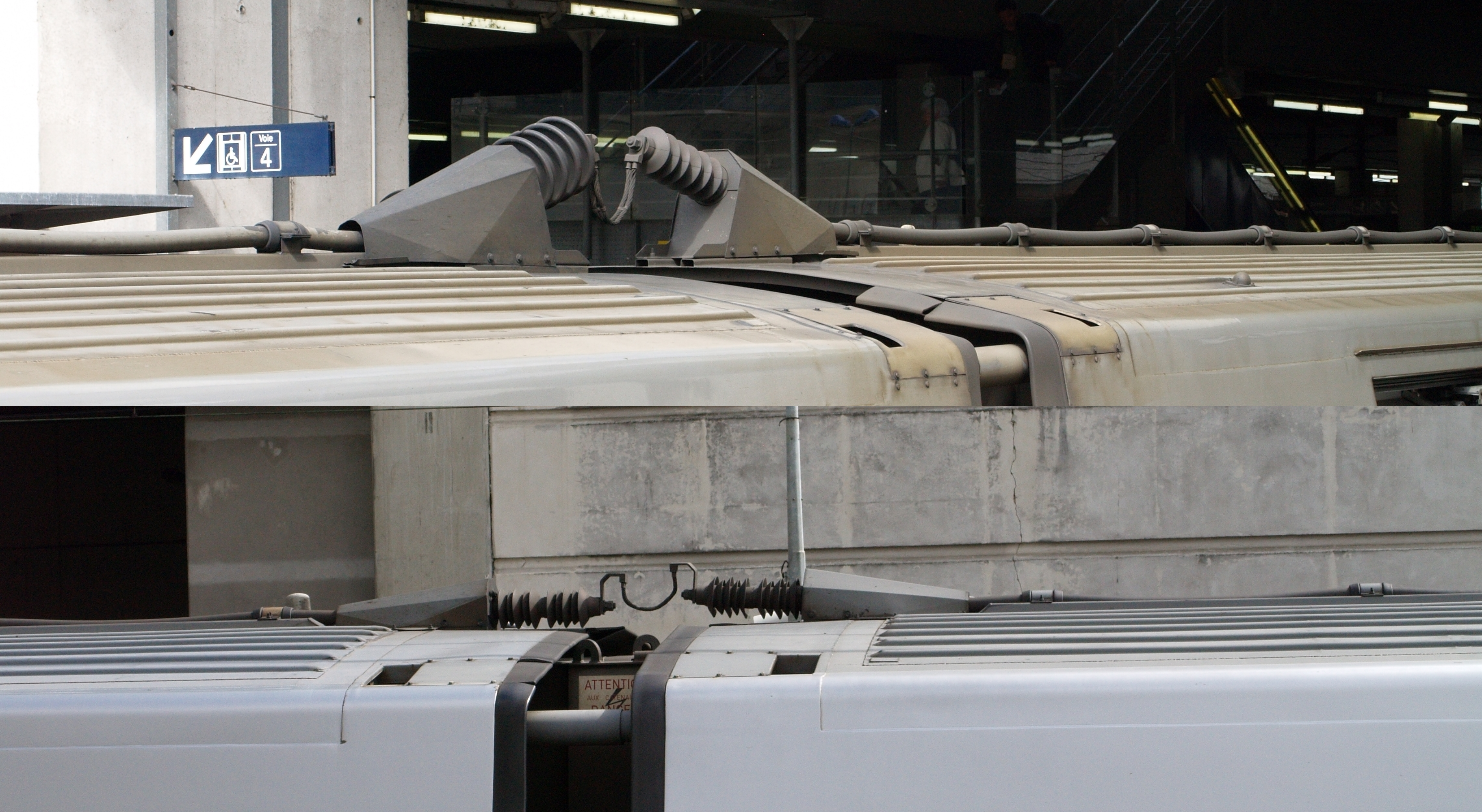
TGV 레조와 쉬드-에스트. 고압 모선.
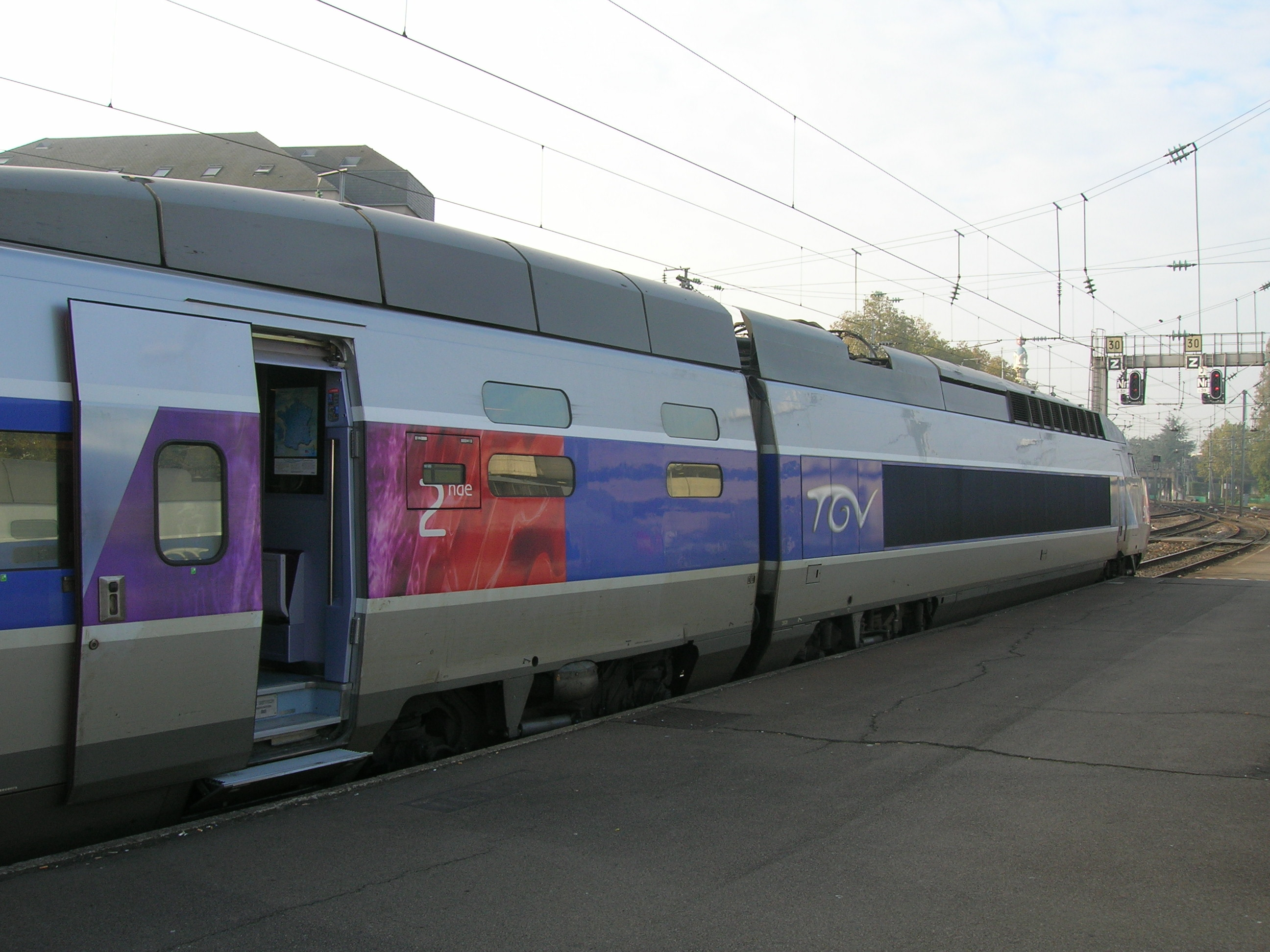
크리스티앙 라크루아 디자인이 적용된 편성.
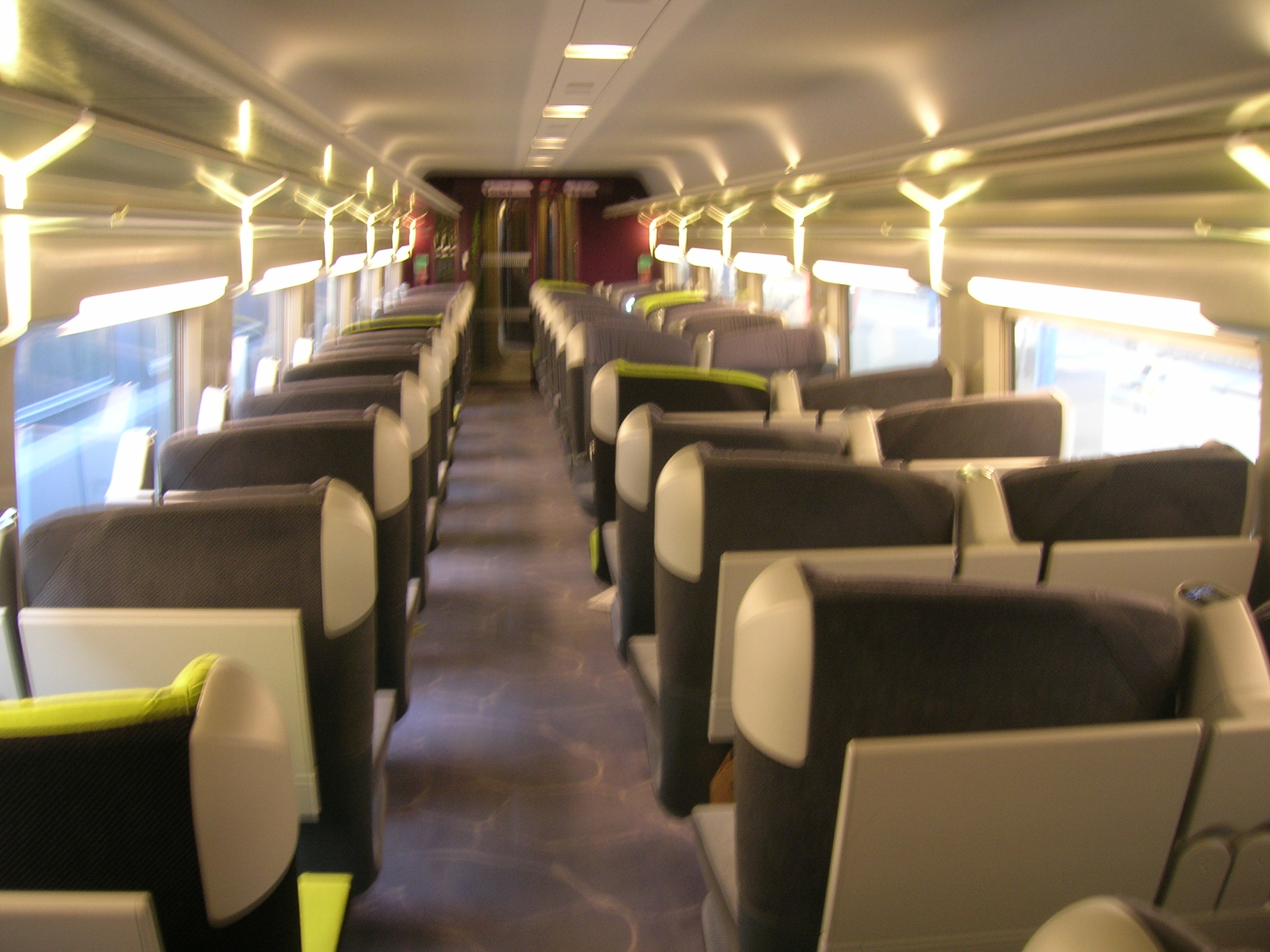
1등석 내부
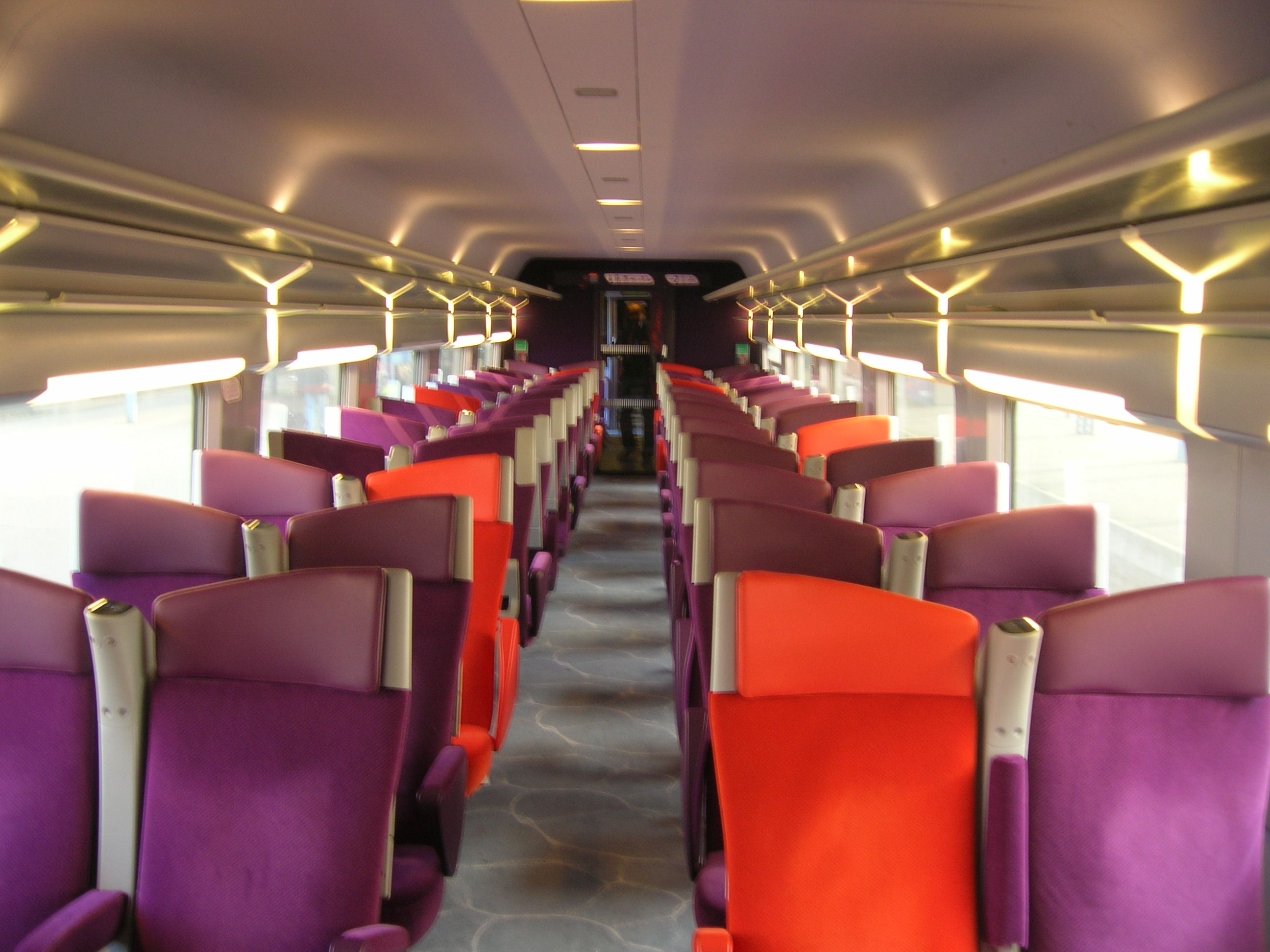
2등석 내부

## 같이 보기
- KTX (차량)